# Nigramma rubripictalis
Nigramma rubripictalis är en fjärilsart som beskrevs av George Francis Hampson 1918. Nigramma rubripictalis ingår i släktet Nigramma och familjen nattflyn. Inga underarter finns listade i Catalogue of Life.